# 伊曼纽尔·戴维斯
伊曼纽尔·戴维斯（英語：Emanual Davis，1968年8月27日—），美国NBA联盟前职业篮球运动员。